# Laxitextum
Laxitextum là một chi nấm thuộc họ Stereaceae.